# Someday (I Will Understand)
"Someday (I Will Understand)" är en singel av popsångerskan Britney Spears som släpptes från EP:n från "Britney & Kevin: Chaotic... The DVD & More" under tredje kvartalet av 2005. Låten var sedan med i sin "Hi-Bias Signature Radio Remix"-form på B in the Mix: The Remixes.
"Someday" skrevs av Britney Spears två veckor efter att hon fått reda på att hon var gravid med sitt första barn, Sean Preston. Det här är första gången som Britney spelar ett instrument i en inspelad låt. Låten var producerad av Guy Sigsworth, som också producerat "Everytime".

## Musikvideo
Musikvideon för "Someday" hade premiär i slutet av det sista avsnittet av Britneys realityserie Britney & Kevin: Chaotic. I videon ligger en gravid Britney i sin säng och tittar ut över sin gård, som har en staty av en ängel och löv som faller från träden. Det var Britneys första video som är helt svartvit.
Videon var regisserad av Michael Haussman och producerad av Nina Wong för Person Films.

## Listplaceringar
"Someday" nådde topp tio i Danmark, Sverige och Schweiz och blev en måttlig hit i resten av europeiska länder där den släpptes.
| Lista (2005)              | Position |
| ------------------------- | -------- |
| Österrikiska singellistan | 32       |
| Dutch Top 40              | 32       |
| Belgiska singellistan     | 11       |
| Danska singellistan       | 8        |
| European Hot 100 Singles  | 49       |
| Finska singellistan       | 15       |
| Tyska singellistan        | 22       |
| Norska singellistan       | 18       |
| Sverigetopplistan         | 10       |
| Schweiziska singellistan  | 8        |

## Formationer och låtlista
| Tyskland CD Maxisingel (0828767142821) 1. "Someday (I Will Understand)" — 3:37 2. "Someday (I Will Understand)" [Instrumental] — 3:37 3. "Someday (I Will Understand)" [Hi-Bias Signature Radio Remix] — 3:46 4. "Someday (I Will Understand)" [Leama & Moore Remix] — 9:18 Tyskland 2-Track CD (82876726142) 1. "Someday (I Will Understand)" — 3:37 2. "Someday (I Will Understand)" [Hi-Bias Signature Radio Remix] — 3:46 | Japan EP (BVCQ-28030) 1. "Someday (I Will Understand)" — 3:37 2. "Chaotic" — 3:33 3. "Mona Lisa" — 3:25 4. "Over to You Now" — 3:42 5. "Someday (I Will Understand)" [Hi-Bias Signature Radio Remix] — 3:46 |

## Officiella versioner & remixar
- Album Version — 3:37
- Instrumental — 3:37
- Gota Remix 1 (featuring MCU) — 4:42
- Hi-Bias Signature Radio Remix — 3:46
- Leama & Moor Remix — 9:18

Not:
- 1 Bara tillgänglig på den Japanska versionen av B in the Mix: The Remixes.

## Releasehistorik
| Land     | Skivbolag         | Format    | Katalog Nummer | Releasedatum      |
| -------- | ----------------- | --------- | -------------- | ----------------- |
| Tyskland | Zomba Label Group | EP        | 0828767142821  | 11 oktober 2005   |
| Sverige  | Sony BMG          | CD-singel | PID607239      | 11 oktober 2005   |
| Tyskland | Zomba Label Group | CD-singel | 82876726142    | 22 december 2005  |
| Japan    | Sony BMG          | EP        | BVCQ-28030     | 21 september 2005 |